# Waibling
Waibling  ist ein Gemeindeteil des Marktes Pilsting im niederbayerischen Landkreis Dingolfing-Landau. Bis 1972 bildete Waibling eine selbstständige Gemeinde.

## Lage
Das Kirchdorf Waibling liegt auf einer Höhe von 348 Metern etwa zwei Kilometer nordwestlich von Pilsting am Rande des Tales der Isar. Die benachbarten Orte sind im Uhrzeigersinn von Norden beginnend Parnkofen, Wirnsing, Grenzheim, Oberndorf, Pilsting, Großköllnbach, Etzenhausen und Würglberg.

## Geschichte
Von der alten Besiedelung des Gebietes gibt die 1985/1986 erfolgte Entdeckung eines der größten bajuwarischen Reihengräberfelder in der ehemals zur Gemeinde Waibling gehörenden Ortschaft Peigen Aufschluss.
In einer Traditionsnotiz des Regensburger Klosters St. Emmeram zwischen 889 und 891 wurden „Nad Uueipilinguni“ Güter getauscht. Somit ist hier eine Siedlung bei den Leuten des Weipilo fassbar. Im 12. Jahrhundert erscheint als Grundherrschaft das Kloster Oberalteich und im 14. Jahrhundert waren die Edlen von Eschlbach ansässig.
Waibling bildete eine Obmannschaft im 1669 benannten Amt Pilsting des Landgerichtes Teisbach. Das Dorf Waibling bestand 1752 aus 23 Anwesen. Die zu Beginn des 19. Jahrhunderts etablierte Gemeinde Waibling war eine ländliche Gemeinde mit überwiegend landwirtschaftlichen Betrieben. Sie wurde 1946 um die aufgelöste Gemeinde Harburg vergrößert und umfasste beinahe die ganze jetzige Gemarkung Pilsting. Vom 1. Mai 1948 bis zum 31. Dezember 1971 war Adolf Kellner Bürgermeister von Waibling. 1961 bekam Waibling beim bundesweiten Wettbewerb Unser Dorf soll schöner werden die Goldmedaille überreicht. Im Zuge der Gebietsreform wurde die Gemeinde Waibling am 1. Januar 1972 in die neue Großgemeinde Pilsting integriert. Im Jahr 1987 hatte Waibling 147 Einwohner.

## Sehenswürdigkeiten
- Filialkirche St. Stephanus. Die kleine Barockanlage wurde um 1720 erbaut. Der Unterbau des Turmes ist ein Werk aus dem 13. und 14. Jahrhundert, der Spitzhelm ist modern. Der Hochaltar und die Rosenkranzmadonna stammen aus dem 17. Jahrhundert,  die Marienstatue im Chor entstand um 1400.
- Am Friedhofstor finden sich die Jahreszahlen 1589 und 1727.
- Wegkapelle um 1850

## Vereine
- Bayer. Bauernverband Waibling
- Bayer. Jungbauernschaft Waibling
- Freiwillige Feuerwehr	Waibling
- Jagdgenossenschaft Waibling
- Landfrauen Waibling